# 高劲松
高劲松（1963年8月—），男，汉族，云南泸西人，中华人民共和国政治人物，中国共产党党员，第十一届全国人民代表大会云南地区代表。

## 生平
高劲松毕业于云南大学涉外经济管理专业。1996年7月至1998年3月，昆明市五华区副区长。1998年3月至2000年4月，任中共昆明市五华区委常委、五华区副区长。2000年4月至2001年，任中共昆明市五华区委副书记、五华区副区长、代区长。2001年至2008年，任中共昆明市五华区委副书记、书记，五华区区长；中共昆明市委常委、昆明市常务副市长、党组副书记。2008年至2012年担任云南省玉溪市委副书记、市长。2012年12月至2014年8月，任中共曲靖市委委员、常委、书记。2014年8月27日任中国共产党昆明市委员会书记。2015年4月10日，据云南省纪委消息：昆明市委书记高劲松涉嫌严重违纪违法，目前正接受组织调查並被免職，至此昆明市连续三任市委书记（另兩人是仇和、张田欣）在一年内相继被调查。
2012年，高劲松调任曲靖。昆明、曲靖、玉溪、楚雄被称为滇中四城，滇中四城经济总量占云南经济总量的半壁江山。至此高劲松已在滇中四城的三城中担任过重要领导职务。当时外界认为，这次变动实际上是滇中四城经济发展的再一次大整合。
高劲松调任曲靖时，曲靖已经是云南第二大经济地区，如何继续发展是个难题。高劲松的策略是打好县域经济、园区经济、民营经济“三大战役”，他在曲靖主抓两个重点，一是“产业建设”，另一个则是“作风转变”。但2014年初，曲靖市发生的两起矿难事故均引起党中央、国务院领导高度重视。
2017年2月24日，云南省临沧市中级人民法院一审宣判，高劲松犯受贿罪，判处有期徒刑9年，并处罚金人民币100万元；犯行贿罪，判处有期徒刑5年，并处罚金人民币30万元；数罪并罚，决定执行有期徒刑10年，并处罚金人民币130万元。扣押在案的受贿所得依法没收上缴国库；受贿所得赃款人民币672.25245万元继续追缴。